# Jacob Vezelaer

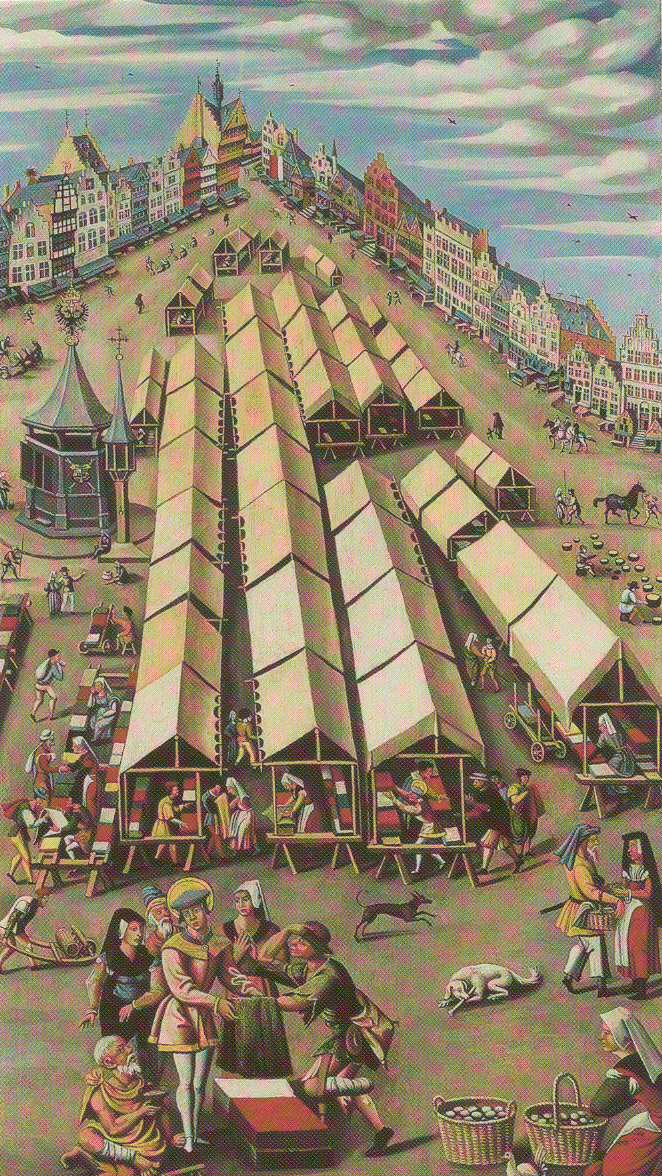
Anoniem. De Lakenmarkt van 's-Hertogenbosch, Vezelaer woonde in een van de huizen rechts. Ca. 1530. ’s-Hertogenbosch, Noordbrabants Museum.

Jacob Janszoon Vezelaer (Rijnland (?) – 's-Hertogenbosch, kort na 1487) was een Nederlands goudsmid.
Hij was een zoon van Jan Vezelaer en zijn vrouw Katherijn. Ook had hij een zus, Margaretha Vezelaer, die in 1509 in Spiers overleed. Vezelaer werd vermoedelijk in het Rijnland geboren en trok later naar 's-Hertogenbosch. Hier kocht hij in 1473 een huis aan de Markt op de hoek met de toenmalige Tolbrugstraat. Hier woonde hij negen jaar, tot hij het in 1482 weer verkocht. Zijn eerste vrouw, Elsbeen Henricxs van Straten, overleed voor 1484. Met haar had hij vier kinderen. Als zijn eerste vrouw wordt echter ook een zekere Elisabeth Cornelis Metten genoemd. Zijn tweede (of derde) vrouw was Lysbeth Tempelaer, dochter van Gijsbert Tempelaer en Heylwich Jans van Beerze. Hun huwelijk vond voor 1485 plaats en met haar had hij in totaal nog eens vier kinderen. In 1486-1487 schreven Jacob Vezelaer en zijn vrouw zich in bij de Illustre Lieve Vrouwe Broederschap. Op 22 december 1485 kocht hij een nieuw opgetrokken, dubbel pand aan de Orthenstraat, grenzend aan het huis van stadssecretaris Franco van Langel. Dit huis bevond zich in de buurt van het Klein Begijnhof. Op 20 oktober 1487 ontving hij van het bestuur van het Klein Begijnhof 3 rijnsgulden voor het opknappen van een brug ten gunste van beide partijen. Kort daarna overleed hij. Zijn vrouw hertrouwde met de eveneens goudsmid Lambertus van Buerinck, die in 1502-1503 in 's-Hertogenbosch vermeld wordt, maar waarschijnlijk later naar Antwerpen vertrok, evenals Vezelaers zoon, Joris Vezelaer.
Het wapen van de familie Vezelaer bestaat uit een keper vergezeld van 2 + 1 Jacobsschelp. Hoogstwaarschijnlijk bestond Vezelaers meesterteken ook uit een Jacobsschelp, zoals die te vinden is op een Bossche zilveren beker uit de tweede helft van de 15e eeuw en waarvan Vezelaer vermoedelijk de maker is.

## Kinderen
Met zijn eerste vrouw, Elsbeen Henricxs van Straten (†voor 1484), had Vezelaer de volgende kinderen:
1. Petrus Jacob (Peter) Veselaer (vermeld 1498-1521), goudsmid
2. Katharina Jacobs Veselaer (vermeld 1501-1521), getrouwd met Willem Peters Mostart (†voor 1533), schilder
3. Cornelia Jacobs Vezelaer, getrouwd met Sander Peter Henricxss
4. Mechteld Jacobs Vezelaer (vermeld 10 maart 1534)

Met zijn tweede (of derde) vrouw, Lysbeth Tempelaer, had Vezelaer de volgende kinderen:
1. Joost Jacobs Vezelaer, getrouwd met Jenneken Robberts Dothuyn
2. Joris Vezelaer (ca. 1493-1570)
3. Anna Jacobs Veselaer, getrouwd met Frans Gijsbertss van Brouchoven
4. Elsbeen Jacobs Veselaer (vermeld 1514-1515 tot 1561-1563), getrouwd met Jan Adriaen Henricxss van Geffen

## Wetenswaardigheid
Jacob Vezelaer was een van de 16 betovergrootouders van de Nederlandse geleerde Constantijn Huygens.